# Burn of Burrafirth
Burn of Burrafirth – krótki strumień na wyspie Unst na Szetlandach w Szkocji. Łączy jezioro Loch of Cliff z zatoką Burra Firth. Przepływa przez miejscowość Burrafirth.